# Marcel Bozzuffi
Marcel Bozzuffi (* 28. Oktober 1928 in Rennes; † 2. Februar 1988 in Paris) war ein französischer Filmschauspieler.

## Leben
Bozzuffi begann seine Karriere 1955 mit Nebenrollen in Filmen wie Le Fils de Caroline chérie von Jean Devaivre und Gas-Oil (1955), spielte dann in Der zweite Atem (1966) von Jean-Pierre Melville, in Costa-Gavras’ Politthriller Z (1969) und in dem Thriller Brennpunkt Brooklyn von 1971. In dieser Zeit wirkte er auch an mehreren Komödien von Claude Lelouch, Das Leben, die Liebe, der Tod (1968) und Voyou - Der Gauner (1970) mit.
Er hatte sich als Filmstar das Image des kaltblütigen Killers erworben, so in Lucio Fulcis Thriller Das Syndikat des Grauens (1980) in der Rolle des „Marseillers“.

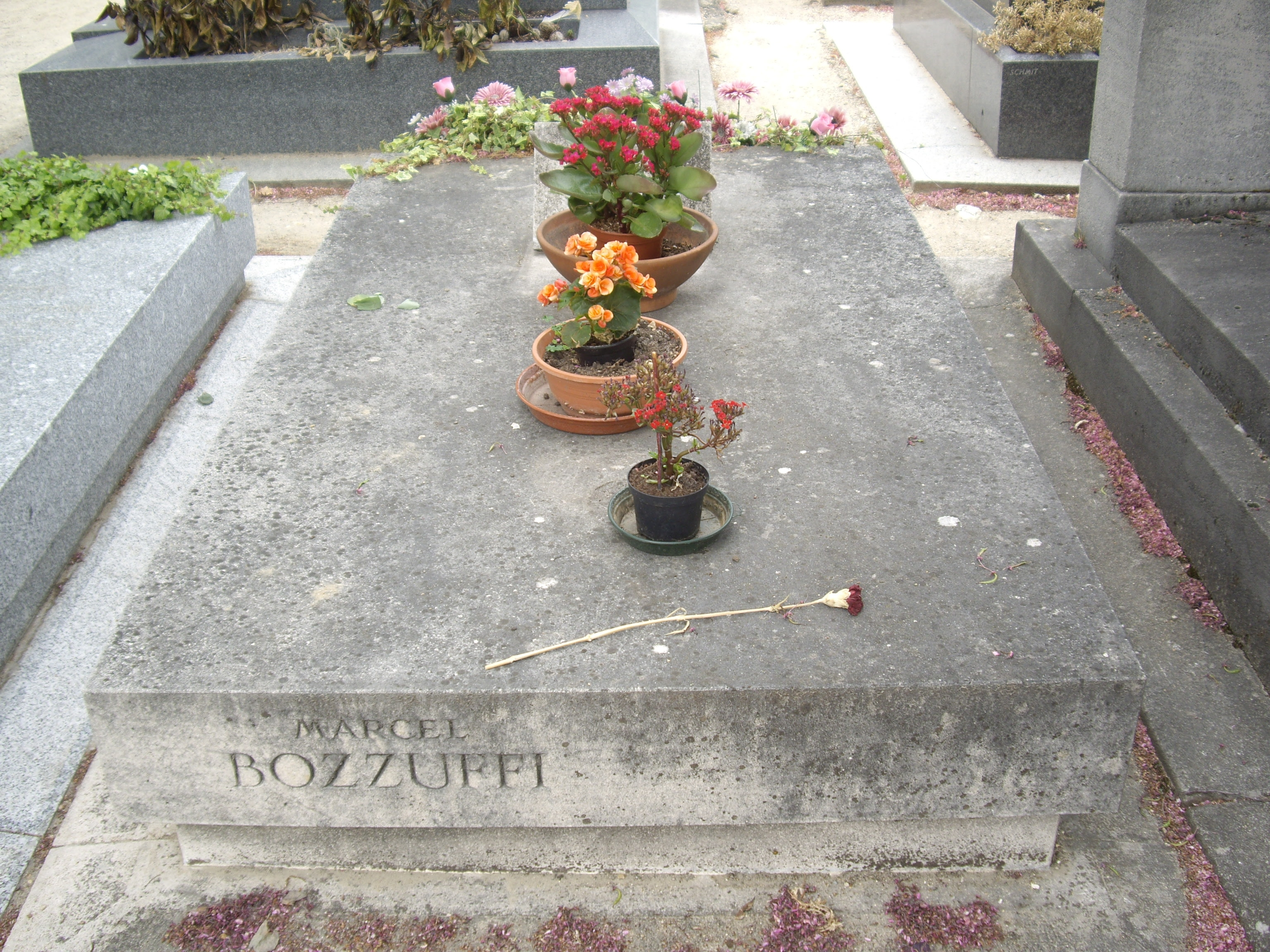
Grabstelle Marcel Bozzuffis auf dem Friedhof Montparnasse

Außerdem wirkte er in den Filmen Die Dame im Auto mit Brille und Gewehr (1970), Die blutigen Spiele der Reichen von Marino Girolami (1976), der Komödie Noch ein Käfig voller Narren und Identifikation einer Frau von Michelangelo Antonioni mit. Er war die französische Synchronstimme von Paul Newman, wie in dem Film The Towering Inferno von 1974 und spielte in zahlreichen Fernsehfilmen. Seine letzte Rolle vor seinem Tod 1988 hatte er in dem Film Savannah von Marco Pico.
Bozzuffi spielte in dem 4-teiligen italienischen Fernsehfilm Herz aus Stein von Lucio de Caro und Steno (Stefano Vanzina), der im Juli 1988 in der ARD gezeigt wurde, die Rolle des Gaetano Bonanno, Clan-Chef der kriminellen Organisation Camorra in Neapel.
Von 1963 bis zu seinem Tod war er mit der Schauspielerin Françoise Fabian verheiratet.

## Filmografie (Auswahl)
- 1955: Dunkelroter Venusstern (Le fils de Caroline Chérie)
- 1955: Frauen in Erpresserhänden (Chantage)
- 1955: Gas-Oil (Gas-Oil)
- 1955: Razzia in Paris (Razzia sur la chnouf)
- 1955: Der Staudamm (La meilleure part)
- 1956: Hinter verschlossenen Türen (Le salaire du péché)
- 1957: Dem Sumpf entronnen (Escapade)
- 1957: Mord am Montmartre (Reproduction interdite)
- 1957: Die Nacht bricht an (Le rouge est mis)
- 1958: Der Sizilianer (Le sicilien)
- 1959: Ich begehre dich (Asphalte)
- 1960: Der Boß und sein Engel (Le caid)
- 1961: Tim und Struppi und das Geheimnis um das goldene Vlies (Tintin et le mystère de la Toison d’Or)
- 1962: Inspektor Leclerc (L'inspecteur Leclerc enquête) (Fernsehserie, 1 Folge)
- 1963: Kommissar Maigret sieht rot (Maigret voit rouge)
- 1963: Nacht der Erfüllung (Le jour et l'heure)
- 1965: Der Himmel brennt (Le ciel sur la tête)
- 1965: Mord im Fahrpreis inbegriffen (Compartiment tueurs)
- 1966: Rififi in Paris (Du rififi à Paname)
- 1966: Der zweite Atem (Le deuxième souffle)
- 1967: Allô Police (Fernsehserie, 1 Folge)
- 1968: Beru und jene Damen (Béru et ces dames)
- 1968: Das Leben, die Liebe, der Tod (La vie, l’amour, la mort)
- 1969: Z
- 1969: Der Mann, der mir gefällt (Un homme qui me plait)
- 1970: Die Dame im Auto mit Brille und Gewehr (La dame dans l’auto avec des lunettes et un fusil)
- 1970: Ende einer Flucht (Vertige pour un tueur)
- 1970: Voyou - Der Gauner (Le voyou)
- 1970: Schüsse aus der Manteltasche (Le temps des loups)
- 1971: Der Boss (Comptes à rebours)
- 1971: Brennpunkt Brooklyn (The French Connection)
- 1971: Der Killer und der Kommissar (Le tueur)
- 1972: Drei Milliarden ohne Fahrstuhl (Trois milliards sans ascenseur)
- 1972: Der Sizilianer (Torino nera)
- 1972: Spiegelbilder (Images)
- 1973: Bezahlt wird in Marseille (Les hommes)
- 1973: Wilde Pferde (Valdez il mezzosangue)
- 1974: Die Affäre Murri (Fatti gente perbene)
- 1974: Duell in Vaccares (Caravan to Vaccares)
- 1974: Fluchtpunkt Marseille (The Marseille Contract)
- 1974: Das Profi Ding („Hold up“ instantanea di una rapina)
- 1975: Der Gorilla (Vai gorilla)
- 1975: Der Zigeuner (Le gitan)
- 1976: Die blutigen Spiele der Reichen (Roma: l’altra faccia della violenza)
- 1976: Kaliber 38 – Genau zwischen die Augen (Quelli della calibro 38)
- 1976: Die Macht und ihr Preis (Cadaveri eccellenti)
- 1977: Marschier oder stirb (March or die)
- 1977: Der Richter, den sie Sheriff nannten (Le juge Fayard, dit Le Shériff)
- 1977: Sonderkommando ins Jenseits (La polizia ha sconfitta)
- 1978: Rallye des Todes (6.000 km di paura)
- 1979: Blutspur (Bloodline)
- 1979: Du träumst ja, mein Lieber! (C’est grand chez toi) (Fernsehfilm)
- 1979: Der Paß des Todes (The Passage)
- 1980: Double für Maurice (Il capotto di Astrakan)
- 1980: Noch ein Käfig voller Narren (La cage aux folles II)
- 1980: Das Syndikat des Grauens (Luca il contrabbandiere)
- 1982: Gefährliche Erbschaft (De bien étranges affaires) (Fernsehfilm)
- 1982: Identifikation einer Frau (Identificatione di una donna)
- 1983: Im Bann der Leidenschaft (Le cercle des passions)
- 1984: Der Linkshänder (L'Arbalète)
- 1984: Afghanistan pourquoi?
- 1984: Die Windsor-Papiere (To Catch a King) (Fernsehfilm)
- 1986: Cocaine Connection (Adios pequeña)
- 1986: Herz aus Stein (Cuore di petra) (Fernseh-Miniserie)
- 1987: L'Ogre
- 1988: Koffer mit Risiko (Giallo alla regola)
- 1989: Il colpo (Fernsehfilm)

## Quelle
- Lothar R. Just: Film-Jahrbuch 1989. Heyne, München, 1990 ISBN 3-453-03012-5.